# Georgeta Pitica
Georgeta Pitică, född 5 juli 1930 i Fetești i Ialomița, död 13 oktober 2018 i Bukarest, var en rumänsk bordtennisspelare och världsmästare i dubbel. 
Pitica spelade sitt första VM 1953 och 1963, 11 år senare, sitt fjärde och sista. Under sin karriär tog hon tre medaljer i bordtennis-VM, ett guld, ett silver och ett brons. 
Hon deltog också i två bordtennis-EM, där tog hon ett silver och ett brons.

## Meriter
- Bordtennis VM
  - 1959 i Dortmund
    - 7:e plats med det rumänska laget

  - 1961 i Peking
    - 1:a plats dubbel (med Maria Alexandru)
    - 3:e plats med det rumänska laget

  - 1963 i Prag
    - kvartsfinal dubbel
    - 2:e plats med det rumänska laget

- Bordtennis EM
  - 1958 i Budapest
    - kvartsfinal dubbel
    - 2:a plats med det rumänska laget

  - 1960 i Zagreb
    - kvartsfinal dubbel
    - 3:e plats mixed dubbel